# Charles Andersson
Carl Johan (Charles) Andersson, född 4 mars 1827 i Norra Råda socken, Värmland, död 5 juli 1867 i Ovamboland i nuvarande Namibia, var en svensk-engelsk afrikaresande och naturforskare.

## Biografi
Andersson var son till den engelske björnjägaren Llewellyn Lloyd. Han genomgick Vänersborgs läroverk och blev student vid Lunds universitet 1847. År 1849 reste han till England i syfte att sälja en naturaliesamling och därigenom skaffa sig pengar till planerade resor. I London träffade han Francis Galton och tillsammans reste de till Kapstaden, dit de anlände midsommardagen 1850, samt fortsatte därefter från Walvis Bay in i Damara- och Ovamboländerna (i nuvarande Namibia). (Andersson Gate som är den södra entrén in i Etosha nationalpark är namngiven efter Charles som var en av de första européerna att utforska Etosha, Namibia 1851.) De nådde ej det utsatta målet, Ngamisjön (i nuvarande Botswana), men Andersson tog sig dit ensam 1853. Därefter återvände han till Europa och utgav i London sin första resebeskrivning, Lake Ngami (1855; på svenska Sjön Ngami 1856, tysk översättning 1858).
År 1856 återvände han till Afrika, där han en tid var anställd som gruvförvaltare i Damara- och Namaländerna (i nuvarande Namibia), men återupptog därefter sina upptäcktsresor. Under stora faror nådde han floden Okavango (1859), en färd som han skildrar i The Okavango River (London 1861, Floden Okavango samma år, andra upplagan 1862; tysk och norsk översättning 1863). Återkommen till Kapstaden gifte sig Andersson och bosatte sig i Otjimbingué i Damaraland. I kriget mellan stammarna från detta land och Namaland understödde han de förra, varvid han sårades allvarligt i en sammandrabbning. Han återupptog jägarlivet och begav sig 1866 längre norrut. Avsikten var att ta sig över Kunenefloden och från de portugisiska besittningarna norr om floden (nuvarande Angola) få en lättare kommunikation med Europa än på den förut kända vägen över Walvis Bay och Kapstaden. Till följd av brist på medel kunde han ej ta sig över Kunene, utan tvangs vända om och dog på vägen till Ondonga i Ovamboland, en dagsresa från kung Najumas residens, där han blev begravd av en landsman, Axel Ericsson.
År 1876 utkom i London ett efterlämnat arbete av Andersson: Notes of Travels in South Africa, dagboksanteckningar och redogörelser för hans senaste äventyr.
Charles Andersson är begraven i öknen i Afrika. Hans grav lokaliserades fem kilometer in i Angola 2007 av bland andra Sveriges dåvarande Namibiaambassadör Lena Johansson Blomstrand.